# Президентские выборы в Руанде (2010)
Президентские выборы в Руанде 2010 года прошли 9 августа. По итогам голосования Поль Кагаме был избран президентом на второй срок.

## Кандидаты
В выборах приняли участие четверо кандидатов:
- Действующий президент Поль Кагаме;
- Вице-спикер Палаты представителей и экс-министр здравоохранения Жан Дамасен Нтавукурирьяйо;
- Вице-спикер Сената и экс-министр торговли Проспер Хигиро;
- Сенатор Альвера Мукабарамба.

Все кандидаты представляли различные партии — Руандийский патриотический фронт, Социал-демократическую партию, Либеральную партию и Партию прогресса и согласия соответственно. В то же время, три остальных кандидата представляли партии, которые так или иначе поддерживали Кагаме.

## Критика
Действующий президент Поль Кагаме пообещал, что выборы будут свободными. При этом, в стране происходили убийства оппозиционных политиков и журналистов. Бывший спикер парламента Жозеф Себарензи отказывал этим выборам в праве называться таковыми, поскольку, по его словам, все зарегистрированные кандидаты являлись друзьями Кагаме, а известные оппозиционные политики находились в тюрьмах или не имели права участвовать в выборах. Оппозиция также утверждала, что за предшествовавшие голосованию месяцы в Руанде было запрещено более 30 газет. 6 августа ЮАР отозвала своего посла из Руанды для консультаций после того, как в Йоханнесбурге было совершено покушение на генерала-диссидента Фаустина Каюмбу Ньямвасу, на экстрадиции которого настаивали в Руанде. Был также убит оппозиционный журналист, заявивший, что имеет доказательства причастности Кагаме к этому покушению. Ожидалось, что Кагаме одержит на выборах убедительную победу.

## Итоги
По первым предварительным данным, Кагаме получил 92,8 % голосов после подсчёта в 11 из 30 округов.
Окончательные данные:
- Поль Кагаме — 4 638 530 (93,08 %)
- Жан Дамасен Нтавукурирьяйо — 256 488 (5,15 %)
- Проспер Хигиро — 68 235 (1,37 %)
- Альвера Мукабарамба — 20 107 (0,4 %)